# Toura (langue océanienne)
Pour les articles homonymes, voir Toura.
Le toura, aussi appelé doura, est une langue océanienne parlée en Papouasie-Nouvelle-Guinée et faisant partie des langues de la pointe papoue.

## Utilisation
Le toura est parlé principalement dans la région de la baie de Redscar (en), 50 km au nord-ouest de Port Moresby, dans la Province centrale en Papouasie-Nouvelle-Guinée, par environ 1 800 parsonnes en 2007. Cette langue est considérée comme menacée par la Société internationale de linguistique.
Il est parlé par une petite partie des jeunes et par tous les adultes, dans tous les domaines, à part à l'église ou le tok pisin est utilisé. Une majorité parlent aussi l'anglais et certains l'abadi, le motu et le tok pisin.

## Caractéristiques
Il existe une similarité lexicale de 57 % avec le lala et de 54 % avec le motu.
La toura ne possède par de système d'écriture.